# Шагов Олексій Сергійович
Олексій Сергійович Шагов (2 січня 1986, м. Мінськ, СРСР) — білоруський хокеїст, захисник. Виступає за клуб «Сахалін» (Азійська ліга)   
Виступав за «Юність» (Мінськ), «Юніор» (Мінськ), «Металургс» (Лієпая), «Капітан» (Ступіно), ХК «Брест», «Хімік-СКА» (Новополоцьк), «Шахтар» (Солігорськ), «Шинник» (Бобруйськ), «Донбас» (Донецьк).
У складі національної збірної Білорусі провів 12 матчів (1+0). У складі молодіжної збірної Білорусі учасник чемпіонатів світу 2004 (дивізіон I), 2005 і 2006 (дивізіон I). У складі юніорської збірної Білорусі учасник чемпіонатів світу 2002, 2003 і 2004.
Досягнення
- Чемпіон Білорусі (2006, 2009), срібний призер (2010)
- Чемпіон України (2011, 2012).